# Youhanna Golta
Youhanna Kamal Golta (ur. 27 stycznia 1937 w Kotna, zm. 15 lutego 2022 w Kairze) – egipski duchowny katolicki Kościoła katolickiego obrządku koptyjskiego. W latach 1997–2020 biskup kurialny patriarchatu Aleksandrii.

## Życiorys
25 września 1960 otrzymał święcenia kapłańskie.

## Episkopat
27 lipca 1986 został wybrany biskupem pomocniczym koptyjskiego patriarchatu Aleksandrii. Wybór ten zatwierdził Jan Paweł II, który nadał mu stolicę tytularną Andropolis. Sakry biskupiej udzielił mu 29 sierpnia 1986 ówczesny patriarcha aleksandryjski Kościoła koptyjskiego – Stefan II Ghattas. W 1997 został mianowany biskupem kurialnym.
Synod Kościoła Koptyjskiego przyjął jego rezygnację z pełnionego urzędu. 3 listopada 2020 decyzja ta została zatwierdzona przez papieża Franciszka. 